# Reprezentacja Rwandy w piłce nożnej mężczyzn
Reprezentacja Rwandy w piłce nożnej od 1976 roku jest członkiem FIFA oraz CAF-u. Tylko jeden raz – w 2004 roku – awansowała do rozgrywek o Puchar Narodów Afryki. Drużyna prowadzona wówczas przez Serba Ratomira Dujkovicia odpadła już po pierwszej rundzie. W swojej grupie zdobyła cztery punkty (1:2 z Tunezją, 1:1 z Gwineą i 1:0 z Demokratyczną Republiką Konga) i zakończyła udział w turnieju na trzecim miejscu.
Rwanda zadebiutowała w eliminacjach do mistrzostw świata w 1996 roku, ale dopiero ostatnio udało jej się awansować do drugiej fazy kwalifikacji. W grupie eliminacyjnej do Mundialu 2006 zajęła ostatnie miejsce. 
W 1999 roku Rwanda zdobyła Puchar CECAFA.
Piłka nożna nie jest popularnym sportem w biednej i wyniszczonej wojną Rwandzie, najmniejszym kraju wschodniej Afryki. Większość piłkarzy obecnej kadry występuje na co dzień na Czarnym Kontynencie. Liderem reprezentacji jest napastnik belgijskiego Sint-Truiden VV Désiré Mbonabucya.

## Udział wMistrzostwach Świata
- 1930 – 1962 – Nie brała udziału (była kolonią belgijską)
- 1966 – 1974 – Nie brała udziału (nie była członkiem FIFA)
- 1978 – 1986 – Nie brała udziału
- 1990 – Wycofała się z eliminacji
- 1994 – Nie brała udziału
- 1998 – 2022 – Nie zakwalifikowała się

## Udział wPucharze Narodów Afryki
- 1957 – 1962 – Nie brała udziału (była kolonią belgijską)
- 1963 – 1976 – Nie brała udziału (nie była członkiem CAF)
- 1978 – 1980 – Nie brała udziału
- 1982 – 1984 – Nie zakwalifikowała się
- 1986 – Nie brała udziału
- 1988 – Wycofała się z eliminacji
- 2000 – 2002 – Nie zakwalifikowała się
- 2004 – Faza grupowa
- 2006 – 2013 – Nie zakwalifikowała się
- 2015 – Dyskwalifikacja[1]
- 2017 – 2023 – Nie zakwalifikowała się

## Trenerzy reprezentacji Rwandy
- 1972-1976 –  Otto Pfister
- 1991 –  Metin Türel
- 1999-2000 –  Rudi Gutendorf
- 2001-2004 –  Ratomir Dujković
- 2004-2005 –  Roger Palmgren
- 2006-2007 –  Michael Nees
- 2007-2008 –  Josip Kuze
- 2008 (tymczasowo) –   Raoul Shungu
- 2008-2009 –  Branko Tucak
- 2009-2010 (tymczasowo) –  Eric Nshimiyimana
- 2010-2011 –  Sellas Tetteh
- 2011-2013   Milutin Sredojević
- 2013-2014  –  Eric Nshimiyimana
- 2014-2015 –  Stephen Constantine
- 2015 (tymczasowo) –  Lee Johnson
- 2015-2016 –  Johnny McKinstry
- 2016 (tymczasowo) –  Gilbert Kanyankore
- 2016 (tymczasowo) –  Jimmy Mulisa
- 2017-2018 –  Antoine Hey
- 2018 -  François Karekezi
- 2018 - 2022  Vincent Mashami
- 2022 - obecnie  Carlos Alós[2]